# Kyril Reščuk
Kyril Reščuk (29. června 1876 Jasiňa – ???) byl československý politik rusínské národnosti z Podkarpatské Rusi a meziválečný senátor Národního shromáždění ČSR za Komunistickou stranu Československa.

## Biografie
Povoláním byl zemědělcem v Jasini.
V parlamentních volbách v roce 1925 získal za Komunistickou stranu Československa senátorské křeslo v Národním shromáždění. V senátu setrval do roku 1929, v průběhu funkčního období vystoupil z klubu KSČ a uvádí se jako nezařazený senátor.